# Oqschetpes Kökschetau
Der FK Oqschetpes Kökschetau (kasachisch Оқжетпес Көкшетау Футбол Клубы, russisch Футбольный клуб «Окжетпес») ist ein kasachischer Fußballverein aus der im Norden Kasachstans gelegenen Stadt Kökschetau.

## Geschichte

### Namensentwicklung
- 1968 – Gegründet als Torpedo Koktschetaw
- 1990 – Spartak Koktschetaw
- 1991 – FK Kökschetau
- 1994 – Köksche Kökschetau
- 1997 – Automobolist Schortandy
- 1998 – Chimik Stepnogorsk
- 1999 – Aqmola Stepnogorsk
- 2000 – Aqmola Kökschetau
- 2001 – Jessil Kökschetau
- 2004 – Oqschetpes Kökschetau

### Kasachische Meisterschaft
Der Verein war nach der Unabhängigkeit Kasachstans einer der Gründungsmitglieder der kasachischen Superliga. 1993 stieg Oqschetpes Kökschetau in die zweite Liga ab. Nach zwei Spielzeiten in der Zweitklassigkeit kehrte das Team in die oberste Klasse zurück. In der Saison 2009 belegte das Team den elften Platz in der Premjer-Liga und musste gegen den Vizemeister der zweiten Liga Aqschajyq Oral in einem Relegationsspiel um den Verbleib in der kasachischen Eliteklasse kämpfen. Obwohl das Spiel mit 2:3 verloren wurde, verblieb die Mannschaft in der Premjer-Liga, da Wostok Öskemen aufgrund finanzieller Schwierigkeiten in die Zweitklassigkeit zwangsversetzt wurde. Die Saison 2010 schloss der Verein auf dem zwölften und letzten Tabellenplatz ab und stieg in die Zweitklassigkeit ab. Durch den zweiten Tabellenplatz im kasachischen Fußballunterhaus schaffte man zwar den sofortigen Wiederaufstieg in die Premjer-Liga, stieg jedoch im folgenden Jahr 2012 erneut ab.

## Europapokalbilanz
International trat der Verein aus Kökschetau zum ersten Mal bei der UEFA Europa League in Erscheinung. Die vor dem Oqschetpes Kökschetau liegende FK Alma-Ata und Megasport Almaty haben sich zu einem neuen Team Lokomotive Astana vereint, das für einen europäischen Wettbewerb nicht startberechtigt war. Die ebenfalls vor dem Verein aus Kökschetau platzierten Kaisar Qysylorda, Schetissu Taldyqorghan und Schachtjor Qaraghandy haben entweder aus finanziellen Gründen auf eine Teilnahme verzichtet oder wurden von dem Kasachischen Fußballverband für die Europa League gesperrt. Somit durfte Oqschetpes Kökschetau als die neuntplatzierte Mannschaft der Saison 2008 ihr Land auf der europäischen Bühne vertreten. In der ersten Qualifikationsrunde für die UEFA Europa League 2009/10 traf der Klub auf den moldawischen Verein Zimbru Chișinău und schied nach einem 2:1-Heimerfolg und anschließender 0:2-Auswärtsniederlage aus dem Wettbewerb aus.
| Saison  | Wettbewerb         | Runde                  | Gegner          | Gesamt | Hin     | Rück    |
| ------- | ------------------ | ---------------------- | --------------- | ------ | ------- | ------- |
| 2009/10 | UEFA Europa League | 1. Qualifikationsrunde | Zimbru Chișinău | 2:3    | 2:1 (H) | 0:2 (A) |

Gesamtbilanz: 2 Spiele, 1 Sieg, 1 Niederlage, 2:3 Tore (Tordifferenz −1)

## Erfolge
Meister der Ersten Liga: 2003, 2014, 2018

## Stadion
Der Verein trägt seine Heimspiele im 10.000 Zuschauer fassenden Torpedo-Stadion aus.

## Bekannte ehemalige Spieler
| Kasachstan - Maxim Asowski (2003) - Aleksandr Kuchma (2010) - Dawid Lorija (1997, 2003) - Alexander Mokin (2004) - Igor Soloschenko (2010) - Roman Usdenow (2001) | GUS und ehemalige Sowjetunion - Jevgeni Novikov (2010) - Gogita Gogua (2017) - Georgas Freidgeimas (2017) - Deimantas Petravičius (2019) - Alexander Koslow (2017) - Sergei Strukow (2017) - Dmitri Sytschow (2015) - Arslan Satubaldin (2005–2007, 2009) - Iwan Bobko (2019) | Europa - Marvin Ogunjimi (2017) - Plamen Dimow (2019–2020) - Zwetan Genkow (2017) - Ivan Cvetković (2015) - Dragan Dragutinović (2010) - Saša Stamenković (2016–2017) | Afrika - Serge Bando (2016) | Amerika - Danilo Alves (2019) - Roderick Miller (2019) |

## Trainer
- Wladimir Muchanow (2014–2017)
- Wiktor Passulko (2017)
- Andrei Karpowitsch (2019–2020)